# Limea argentinae
Limea argentinae is een tweekleppigensoort uit de familie van de Limidae. De wetenschappelijke naam van de soort is voor het eerst geldig gepubliceerd in 2004 door Allen.